# پنجمین دوره جوایز بازی بفتا

پنجمین دوره جوایز بازی آکادمی بریتانیا (به انگلیسی: 5th British Academy Games Awards) مجموعه جوایزی است که توسط بفتا اهدا می‌شود. و مربوط به دستاوردهای هنری در زمینه بازی ویدئویی در سال ۲۰۰۸ است. نامزدها باید در بازهٔ زمانی ۲۶ اکتبر ۲۰۰۷ تا ۳۱ دستامبر ۲۰۰۸ منتشر می‌شدند. این جشنواره در ۱۰ مارس ۲۰۰۹ برگزار شد. ندای وظیفه ۴: جنگاوری نوین و اتومبیل‌دزدی بزرگ ۴ بیشترین نامزدی را در اختیار داشتند. و ندای وظیفه ۴: جنگاوری نوین با در اختیاز داشتن ۳ جایزه از هفت نامزدی به عنوان برنده اصلی انتخاب شد.